# Stardust (lied)
Stardust is een populair Amerikaans lied, in 1927 gecomponeerd door Hoagy Carmichael, waar in 1929 tekst aan werd toegevoegd door Mitchell Parish. 
Oorspronkelijk heette het Star Dust. Carmichael maakte er eerst een opname van in de Gennett Records studio in Richmond. Het is een lied over de liefde, en ook 'een lied over een lied', wat in de Amerikaanse populaire muziek relatief zeldzaam is. Het lied in gemiddeld tempo is opgenomen in het Great American Songbook en is een bekende jazzstandard geworden. Met meer dan 1500 opnames is het een van de meest opgenomen nummers van de 20e eeuw. In 2004 werd Carmichaels originele plaat uit 1927 als een van de 50 nummers door de Library of Congress uitgekozen om te worden toegevoegd aan de National Recording Registry.